# 飯野雄貴
飯野 雄貴（いいの ゆうき、1994年10月24日 - ）は、日本の男性プロレスラー。DDTプロレスリング所属。血液型O型。東京都多摩市出身。国士館大学体育学部体育学科卒業。

## 経歴
保善高校から国士舘大学へ進学。ラグビーでのポジションはCTB、大学時代はPRだった。ラグビー部の寮のテレビにCSが入っておりそこで新日本プロレスを見て初めてプロレスに出会う。
2017年8月20日、DDTプロレスリング両国国技館大会「両国ピーターパン2017〜ピーターパン 二十歳になっても ピーターパン〜」における、対吉村直巳&上野勇希戦（パートナーは岩崎孝樹）でデビュー。プロレスの他国外追放や試合出場停止が決まりコーナーポストにしがみつく平田一喜や高木三四郎、大鷲透を引き剥がす変態としてたびたび登場した。
2018年8月14日、竹下幸之介＆彰人＆勝俣瞬馬が所属するユニット、ALL OUTに加入。同じスーパーヘビー級のレスラーである火野裕士の首を狙い執拗に名前を連呼し約2年半に及ぶ活動の後、2021年3月12日に行われた「ALL OUT FINAL FIGHT」をもって同ユニットは解散した。この時期は腰の負傷や古傷となった膝の度重なる手術で思うようなパフォーマンスが出来なくなり退団・引退を考えていたと言う。
2021年8月23日、男色ディーノとタッグチーム「フェロモンズ」結成を発表。あわせて、リングネームの飯野“セクシー”雄貴への改名を発表。
2023年3月21日、DDT後楽園ホール大会にて若手時代から付けねらっていた火野裕士の持つKO-D無差別級王座に挑戦を宣言。王者側からの要望によりセクシーを封印した飯野"notセクシー"雄貴として5月3日の横浜武道館大会にて火野に挑み、試合中にはフェロモンズの介入によりセクシーを解放するも敗れる。
10月4日、フェロモンズ解散。「フェロモン抜き」と称される欠場を経て、11月26日に開幕したD王 GRAND PRIX 2023にエントリーしたことで復帰。
2024年1月5日、試合後にDAMNATION T.Aの襲撃を受ける遠藤哲哉を救出。「D王で戦ってから組みたくなった」とBURNING入りを直訴し、遠藤が了承したことで加入が決まった。フェロモンズ時代の影響からか「I am! BURNING! Yeah!」と時々英語を交えながら話す。
2024年9月7日、当時いつでもどこでも挑戦権を有していたKANONをシングルマッチで破り挑戦権を奪取。翌8日、DDT UNIVERSAL王座戦直後のMAOに権利を行使し勝利。DDT UNIVERSAL王座初戴冠。
2025年2月9日、仙台大会にて右目を負傷。右目眼窩（がんか）底骨折の診断を受け、当時予定していた3月20日後楽園大会でのDDT EXTREME級王座戦（対王者男色ディーノ）欠場を余儀なくされる。
2025年6月7日、納谷幸男からの指名に応えKO-Dタッグ王座への挑戦を表明。復帰戦として6月29日、王者阿部史典、野村卓矢組を破り第87代KO-Dチャンピオンとなる。試合後、納谷飯野組のタッグチーム名「The Apex」を発表した。

## 得意技
- スピアー
- スカルフラッシング・フィナーレ
- ババボム
- スパイン・バスター
- バックフリップ
- WARスペシャル

フェロモンズ時代に相手をカットする時に使用。中腰になった尻へもう一方でセクシーシーソーを敢行する。
- バーニングエルボー

リング中央で倒れた相手の頭付近でハカを舞い、相手の体を飛び越える形でリングを一往復した後に放つエルボー・ドロップ。飯野“セクシー”雄貴時は、『セクシーエルボー』という掛け声とリングを一往復した後右の二の腕に二回キスをして放つ。バーニング時代に入ると「I am ! BURNING! Yeah!」と四方を指差してエルボーを放つ。

## タイトル歴
DDTプロレスリング
- DDT UNIVERSAL王座 （第13代）
- DDT EXTREME級王座 （第53代）
- KO-Dタッグ王座
  - 第82代（パートナーは遠藤哲哉）
  - 第87代（パートナーは納谷幸男）
- KO-D6人タッグ王座
  - 第37代（パートナーは竹下幸之介&彰人）
  - 第39代（パートナーは竹下幸之介&勝俣瞬馬）
  - 第44代（パートナーは男色“ダンディ”ディーノ&今成“ファンタスティック”夢人）
- KO-D10人タッグ王座
  - 第2代（パートナーは男色ディーノ&朱崇花&トランザム★ヒロシ&瑞希）

## 入場曲
- ディミトリーランド（オリジナル）
  - フェロモンズのテーマ曲も同曲。そのためか「フェロモンズのテーマ」と定着してしまい復帰後は新テーマで入場している。

## 人物・エピソード
- 小学校、中学時代の先輩にホラン千秋がいる[1]。二人はノーサイド・ゲームで共演している。
- ノーサイド・ゲームで共演した林家たま平とは、高校時代ラグビーの試合で対戦したことがある[13]。
- ラグビーで鍛えたスーパーヘビー級の体躯で、ベンチプレス205kg、ハーフデッドリフト300kg、レッグプレス560kgを挙げることができるポテンシャルの持ち主。

## メディア出演

### 舞台
- DDTドラマティックドリームシアターDNA組「櫻農カプリチオ～櫻ヶ丘農業高等学校狂想曲～」（2018年7月5日 ‐ 7日、東京・千本桜ホール）‐ 馬場康平 役
- ぐらんぶる（2024年11月13日 - 17日、Mixalive TOKYO Theater Mixa） - 時田信治 役[14]

### テレビドラマ
- ノーサイド・ゲーム（2019年7月7日 - 、TBSテレビ） - 飯野雄貴 役[15]

### バラエティ
- 絶対に笑ってはいけない青春ハイスクール24時!（2019年12月31日、日本テレビ） - 劇団ひとり演じる相方にどつきツッコミをする漫才師・「デンジャラス飯野」名義で出演
- 水曜日のダウンタウン（2025年1月8日） - 新春！クロちゃんリアル罰ゲーム双六でクロちゃんにジャイアントスイングを掛ける役で出演。

### ウェブテレビ
- チャンスの時間（2019年1月16日[16]、AbemaTV）

### CM
- ザ★ハンバーグ「家で食えたらいいよなぁ〜篇」「たまらんぞ篇」（2021年10月、味の素冷凍食品）[17]